# (6513) 1987 UW1
(6513) 1987 UW1 (1987 UW1, 1991 RQ1) — астероїд головного поясу, відкритий 28 жовтня 1987 року.
Тіссеранів параметр щодо Юпітера — 3,377.